# Categorías farmacológicas en el embarazo

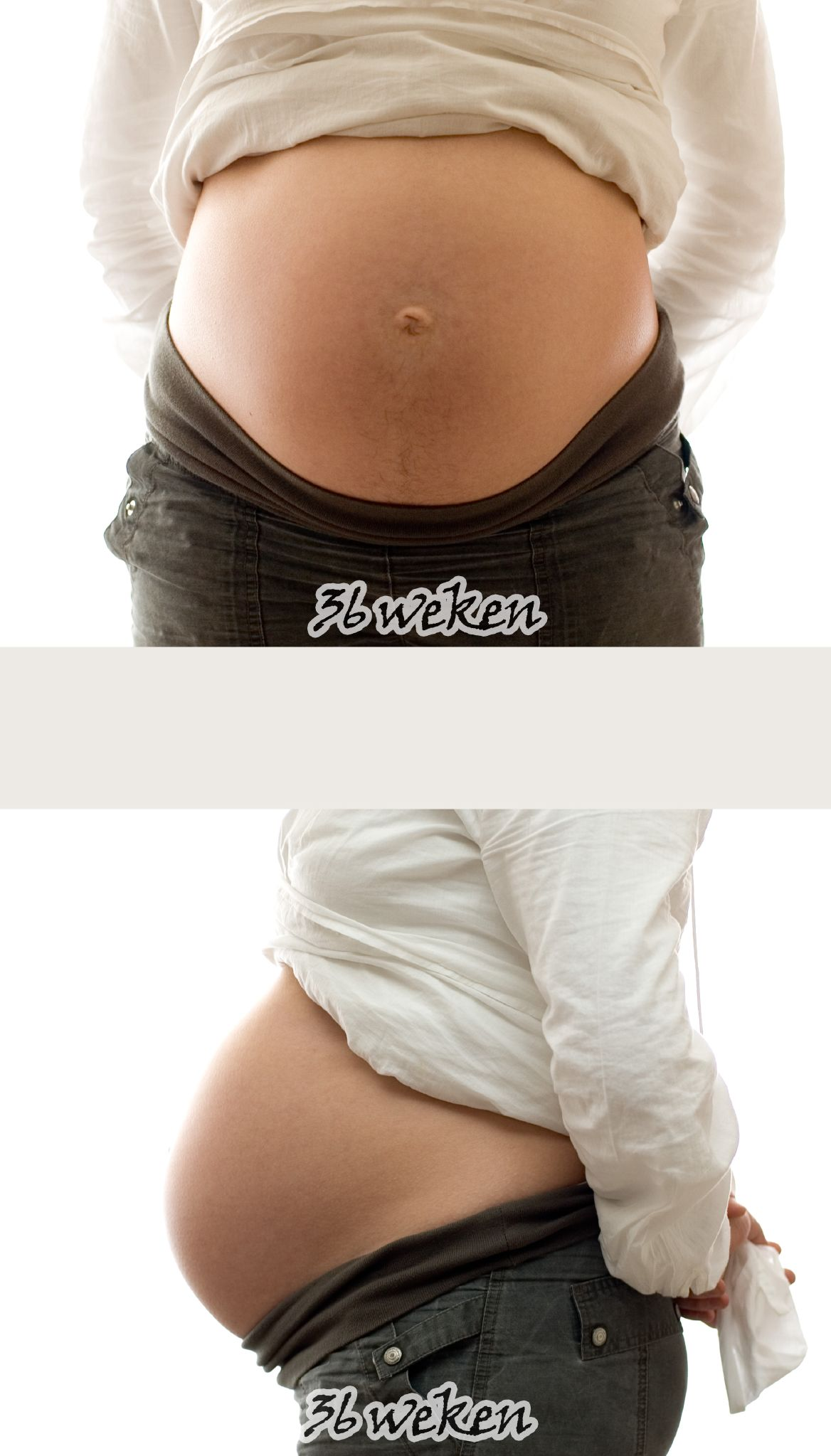
Mujer embarazada de 36 semanas.

La categoría de riesgo en el embarazo es una forma de identificar los riesgos potenciales en el feto ocasionados por fármacos y así definir el potencial de un medicamento o droga para producir defectos en el nacimiento o muerte fetal. Las categorías de la lista se determinaron aplicando las definiciones de la Administración de Fármacos y Alimentos de los Estados Unidos (FDA, por sus siglas en inglés) para los datos clínicos disponibles.

## Antecedentes
La FDA ha tomado varios pasos para mejorar la habilidad de doctores para dar a mujeres embarazadas tratamientos efectivos y fármacos seguros. Por ejemplo, la FDA regularmente entrena a sus revisores para que puedan interpretar y extrapolar los estudios reproductivos en animales en riesgos de salud para los humanos. Patrocinados en su mayor parte por compañías , estos estudios identifican a las mujeres que usan ciertas drogas y luego observan los resultados de embarazo.

## Categorías
Las categorías están marcadas con las letras A, B, C, D y X y representan desde la seguridad del fármaco para emplearse durante el embarazo hasta los que están totalmente contraindicados.

## Tabla de categorías
| Categorías farmacológicas en embarazo según la FDA. | |
| Categoría en embarazo A                             | Estudios adecuados y bien controlados en mujeres embarazadas no han podido demostrar riesgo para el feto por la utilización del fármaco en el primer trimestre de la gestación, y no hay evidencia del riesgo en los trimestres posteriores. La posibilidad de peligro para el feto es remota. |
| Categoría en embarazo B                             | No existen evidencias de riesgo en la especie humana. Los estudios en animales no han demostrado un efecto adverso sobre el feto, pero no hay estudios clínicos adecuados y bien controlados hechos en mujeres embarazadas. Los estudios de reproducción en animales han demostrado efectos adversos diferentes a una disminución en la fertilidad. |
| Categoría en embarazo C                             | Estudios en reproducción animal han mostrado un efecto adverso sobre el feto o no se ha podido demostrar su inocuidad. No hay estudios adecuados y bien controlados en humanos. Los fármacos incluidos en esta categoría solo deben utilizarse cuando los beneficios potenciales justifican los posibles riesgos para el feto |
| Categoría en embarazo D                             | Existe evidencia de riesgo para el feto basada en datos de investigación, datos post-comercialización, registros de reacciones adversas o estudios en humanos, aunque los beneficios potenciales de su uso en mujeres embarazadas pueden ser aceptables a pesar de los riesgos probables en algunas situaciones. |
| Categoría en embarazo X                             | Los estudios en animales o en humanos han demostrado anormalidades fetales y/o existe evidencia de riesgo al feto humano basado en los registros de reacciones adversas derivados de experiencias investigativas o mercadológicas y existen riesgos implicados al usarse el fármaco en mujeres embarazadas que claramente sobrepasan los beneficios potenciales. El uso del producto farmacéutico está contraindicado en aquellas mujeres que están o que pueden quedar embarazadas. |